# CLB IIg

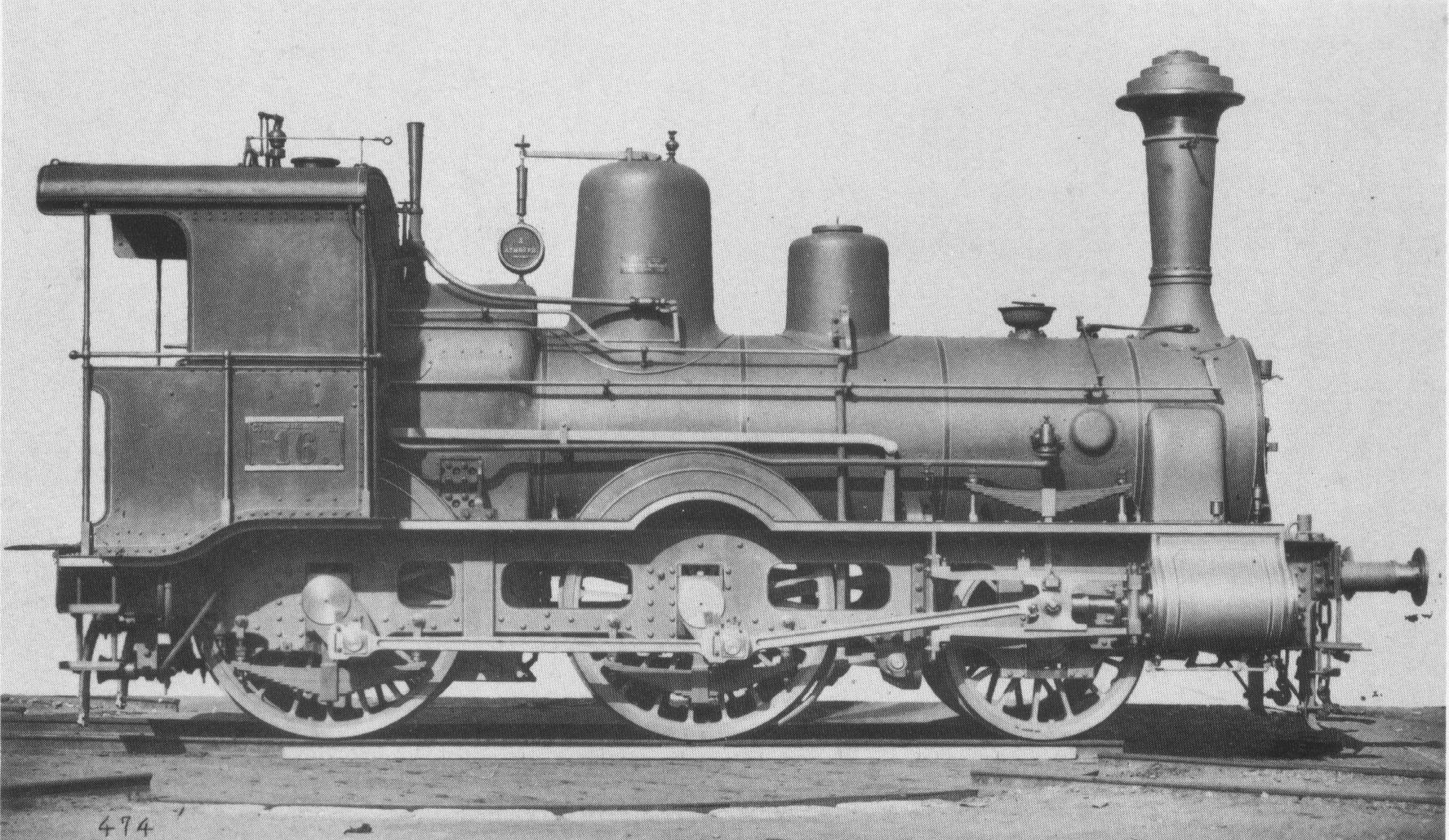
Паротяг CLB IIg № 16

CLB IIg — швидкий паротяг приватної Галицької залізниці імені Карла Людвіга.

## Історія
Віденська локомотивнобудівна фабрика StEG поставила 1885 шість паротягів Типу 88. На залізниці вони отримали позначення CLB IIg і номери 9, 13, 16, 17, 19, 34. Після націоналізації залізниці вони отримали позначення kkStB 7.21-26, яке 1904 замінили на kkStB 107.21-26. Після завершення війни три паротяги (107.24 та 107.26) дістались Польській державній залізниці, де їх незабаром списали.

### Технічні дані паротяга CLB IIg
|                              |                         |
| Розміри                      | Параметри               |
| Роки випуску                 | 1885                    |
| Країна-виробник              | Австро-Угорська імперія |
| Завод-виробник               | Lokomotivfabrik StEG    |
| Ширина колії                 | 1435 mm                 |
| Тип                          | 1B n2                   |
| Кількість циліндрів          | 2                       |
| Діаметр циліндрів            | 422 мм                  |
| Хід поршня                   | 632 мм                  |
| Діаметр рушійних коліс       | 1.730 м                 |
| Діаметр бігункових коліс     | 1.289 м                 |
| Загальна колісна база        | 4.520 м                 |
| Загальна колісна база×Тендер | мм                      |
| Довжина                      | 8.522 м                 |
| Висота                       | 4.517 м                 |
| Тиск пари                    | 10 атм.                 |
| Випаровуюча поверхня котла   | 105,70 м²               |
| Площа труб нагріву           | 8,05 м²                 |
| Площа колосникових ґрат      | 1,90 м²                 |
| Тендер                       | 34.26-39                |
| Маса паротяга порожнього     | 36,5 т                  |
| Маса паротяга робоча         | 40,8 т                  |
| Швидкість                    | 80 км/год               |